# Zoo Sofia
Koordinaten: 42° 39′ 29″ N, 23° 19′ 43″ O
Der Zoo Sofia ist ein Zoo in der bulgarischen Hauptstadt Sofia. Er ist der älteste und größte Zoo der Balkanhalbinsel.

## Geschichte des Zoos
Ferdinand I., der ab 1887 Herrscher des Fürstentums Bulgarien war, interessierte sich für Entomologie, Ornithologie und Botanik. 1887 verfügte er in einem Erlass, dass auf dem Gelände des königlichen botanischen Gartens in Sofia ein Zoo erstehen sollte. Bei der Eröffnung 1890 gehörten zu den ersten gehaltenen Tieren Fischotter, Wildziegen, Hirsche, Lamas, Schwäne und Kraniche. Tierpfleger wurden eingestellt, die vom aus Coburg angestellten Ernst Hublein unterwiesen wurden.

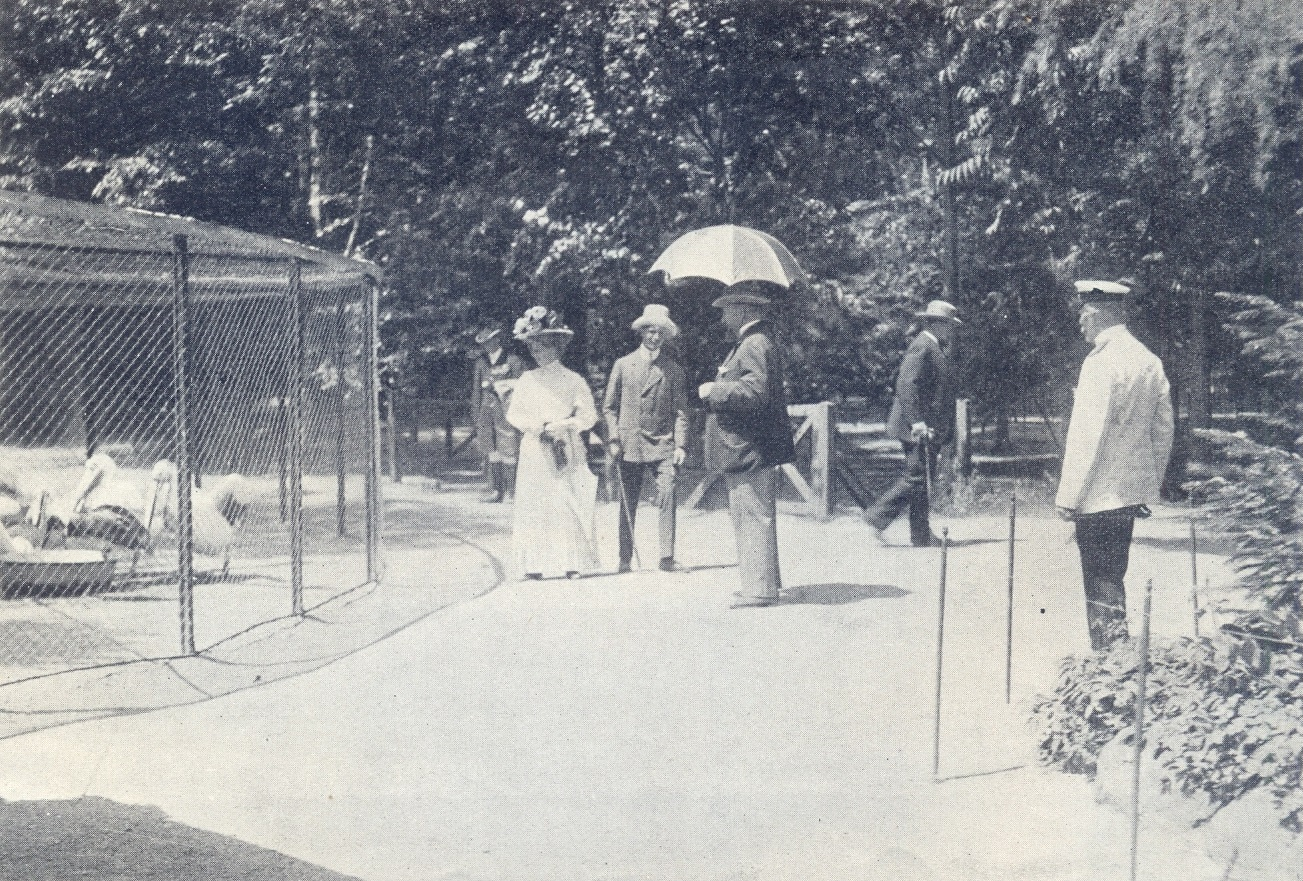
Ferdinand I. im Zoo Sofia (1908)

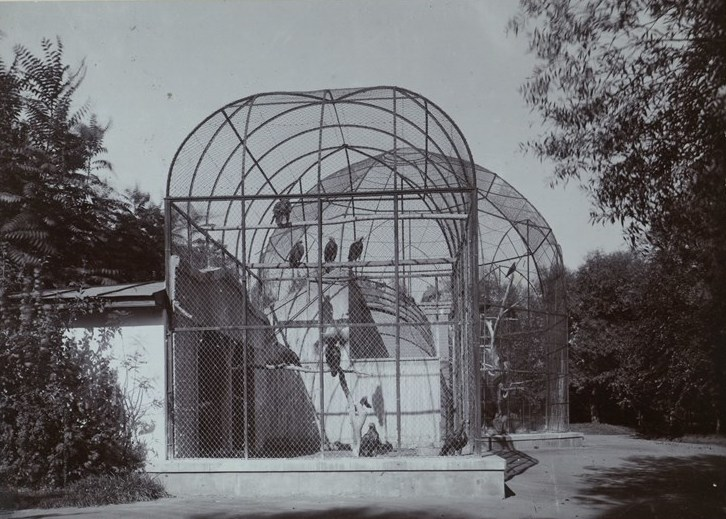
Greifvogelvoliere im alten Zoo

In den nachfolgenden Jahren wurden ein Bärenhaus, eine lange Voliere für Pfauen und Fasanen und ein Wasserbecken für verschiedene Wasservögel wie Enten, Gänse und Schwäne gebaut. 1895 folgte eine große gewölbeartige Voliere für Greifvögel, in der unter anderem Rabengeier, Gänsegeier und Bartgeier gehalten wurden. Der Zoo Sofia war der erste weltweit, dem die Nachzucht der seltenen Bartgeier gelang. Bis Anfang des 20. Jahrhunderts vergrößerte sich der Tierbestand auf 1384 Tiere aus 266 verschiedenen Arten.
Der Zoo überstand den Ersten Weltkrieg unversehrt, man konnte sich gut um die Tiere kümmern und jede Nacht hielt ein Wärter Nachtwache. Zwischen 1931 und dem Putsch in Bulgarien 1934 leitete der deutsche Zoologe Hermann Peters den Zoo. Im Zweiten Weltkrieg wurde Sofia 1944 bombardiert. Die Angestellten des Zoos suchten in dieser Zeit auf den Straßen Sofias nach toten Nutz- und Haustieren, um so das Überleben der Fleischfresser zu sichern. Wenn das gefundene Fleisch nicht ausreichte, wurden Pflanzenfresser getötet, damit sie verfüttert werden konnten. Auf diese Weise konnte der Zoo während des Kriegs seine Existenz sichern und mit Anstrengung nach dem Krieg wieder aufgebaut werden.
Anfang 1966 begann die Planung eines neuen Zoogeländes. Bis 1983 wurden die Gebäude dieses neuen Zoos errichtet und die Vorbereitungen des Umzugs begannen. Es wurden Transportboxen und -käfige gebaut. 1984 wurde der gesamte Tierbestand vom alten Gelände zum neuen Zoogelände transportiert. Am 10. September 1984 wurde der neue Standort offiziell eröffnet.

## Tierbestand
Aktuell (Stand 2021) leben im Zoo 2460 Tiere aus 312 Arten von allen Kontinenten. Besondere Schwerpunkte bilden Fische mit 100 Arten, Säugetiere mit 81 Arten und Vögel mit 78 Arten.
Zu den baulichen Einrichtungen gehören eine große Voliere für Greifvögel, ein Aquarium und ein Terrarium.

## Aufgaben
Der Zoo arbeitet mit dem bulgarischen Zoll zusammen. Er nimmt teilweise beschlagnahmte Tiere auf. So wurden zum Beispiel im Jahr 2012 einem überführten Tierschmuggler an der serbisch-bulgarischen Grenze eine Vielzahl an Reptilien und andere Tiere abgenommen; großteils waren es Jungtiere. Sechs Warane, drei Kaimane, drei Pythons, 15 Chamäleons, 49 Landschildkröten, ein sehr giftiger Skorpion, giftige Frösche, Schnecken, Krabben und Würmer wurden in die Obhut des Zoos übergeben. Weil der Zoo zehn der Arten noch nie gehalten hatte, wurde der Rat von anderen Zoos eingeholt.

## Vorfälle
Im Jahr 1968 wurde das erste im Zoo Sofia geborene Elefantenkalb von einem Besucher mit Brot gefüttert, das mit Nägeln gespickt war. Das Kalb erlag seinen Verletzungen. Auch das zweite Elefantenkalb fiel einem Anschlag zum Opfer, als es 1973 mit Strychnin vergiftet wurde.

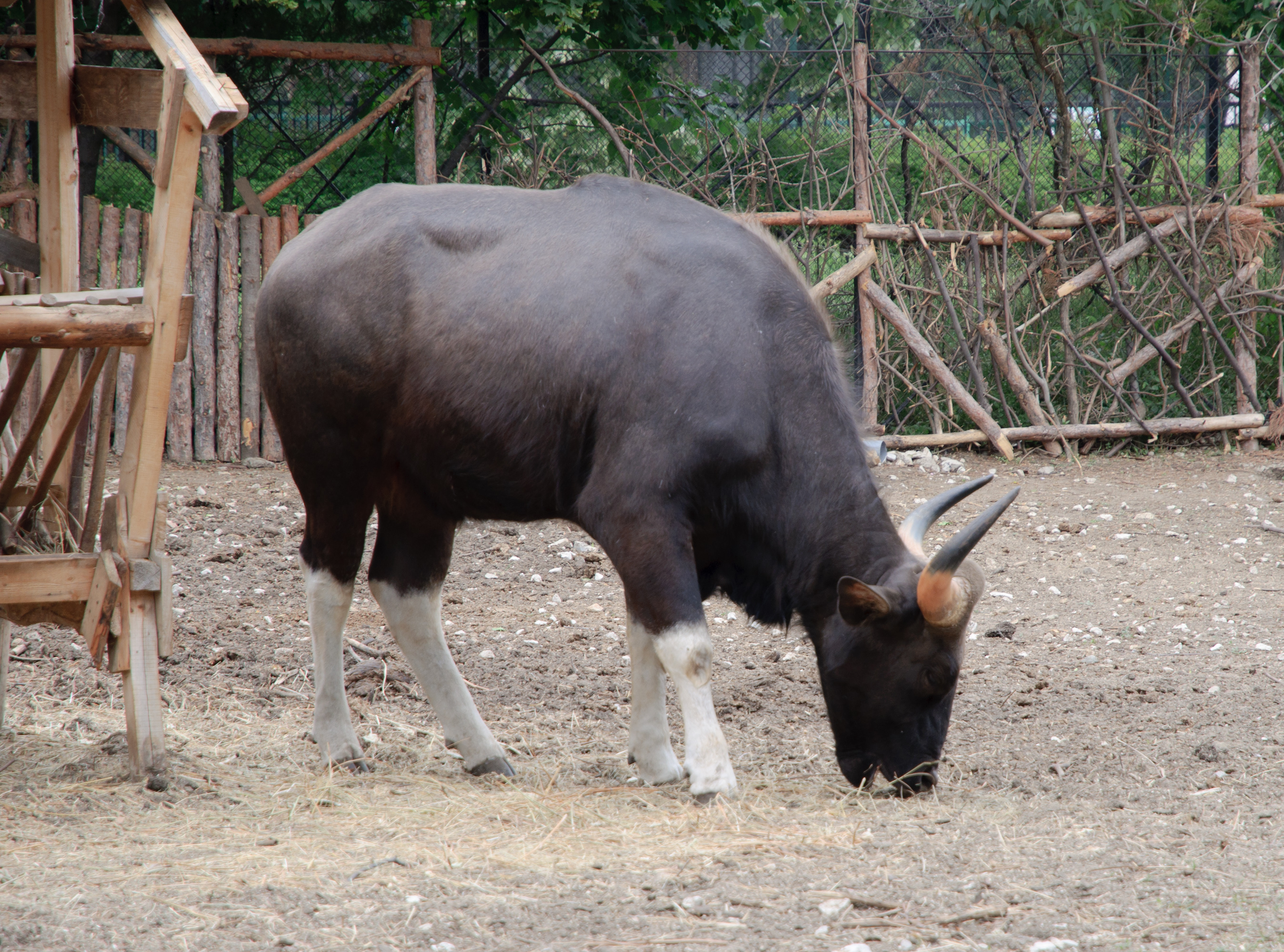
Gaur im Zoo Sofia

Im Zuge des russisch-ukrainischen Gasstreits im Winter 2008/2009 wurde die Gaslieferung von Russland nach Bulgarien für einige Zeit gestoppt. Dadurch mangelte es im Sofia Zoo ebenfalls an Erdgas als Brenn- und Heizstoff, sodass das zentrale Heizsystem des Zoos nicht betrieben werden konnte. Um kälteempfindliche Tiere, die ungefähr ein Drittel des Tierbestands ausmachten, vor niedrigen Temperaturen zu schützen, stellten Mitarbeiter Ölbrenner und elektrische Heizgeräte auf.
Im August 2014 starben innerhalb weniger Tage mehrere Tiere verschiedener Arten, Gaur, Bison, Yak, Trampeltier, Alpensteinbock. Zunächst wurde befürchtet, die Tiere seien an der Blauzungenkrankheit erkrankt und verendet. Die Krankheit war zu dieser Zeit in Bulgarien verbreitet, die Tiere wiesen jedoch nicht die Symptome auf. Der Zoo wurde vorübergehend für Besucher geschlossen. Spätere Untersuchungen zeigten, dass Kleie und Getreide, die als Futter verwendet worden waren, mit Pestiziden verunreinigt waren.

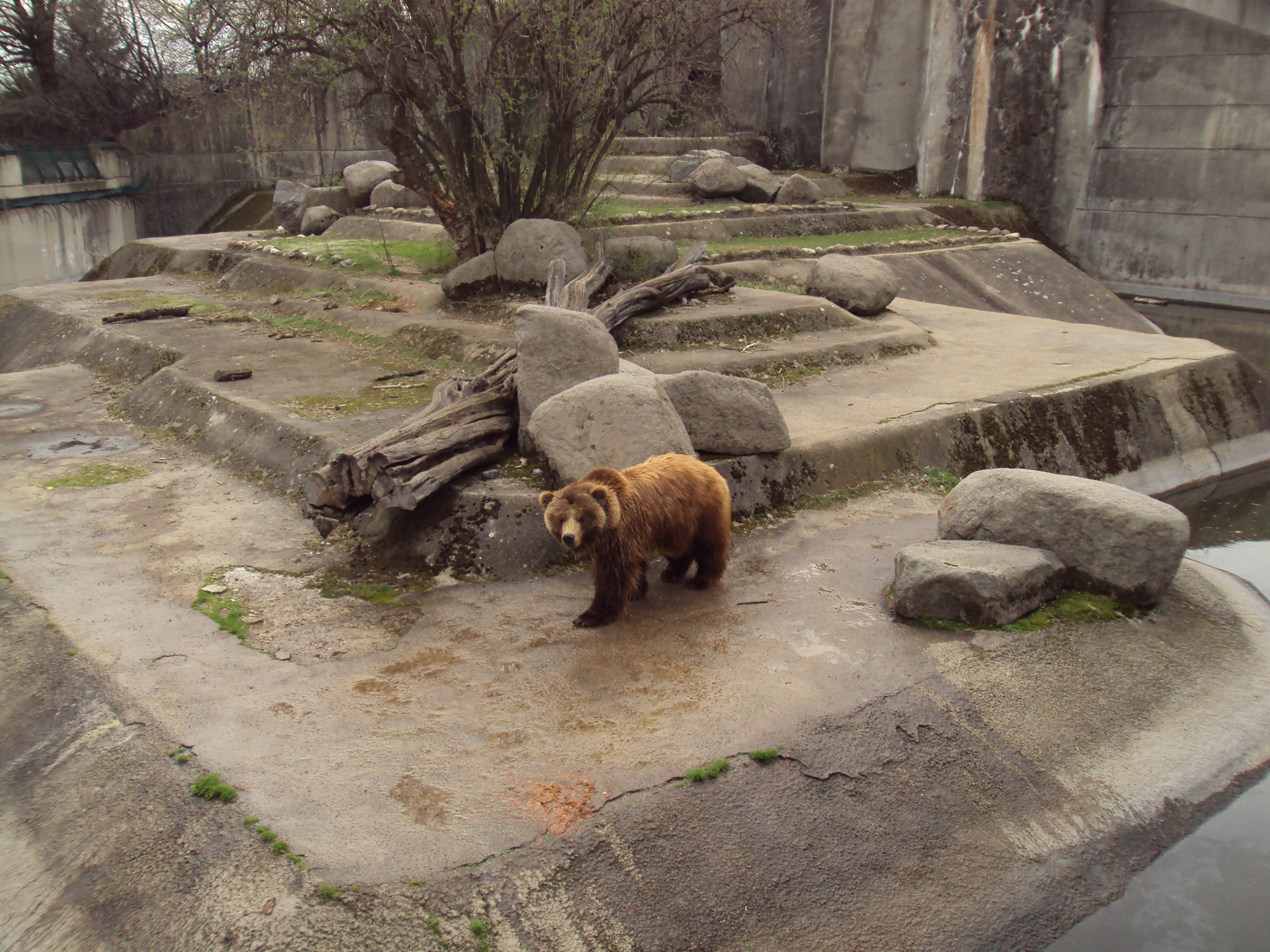
Braunbär auf Bärenanlage
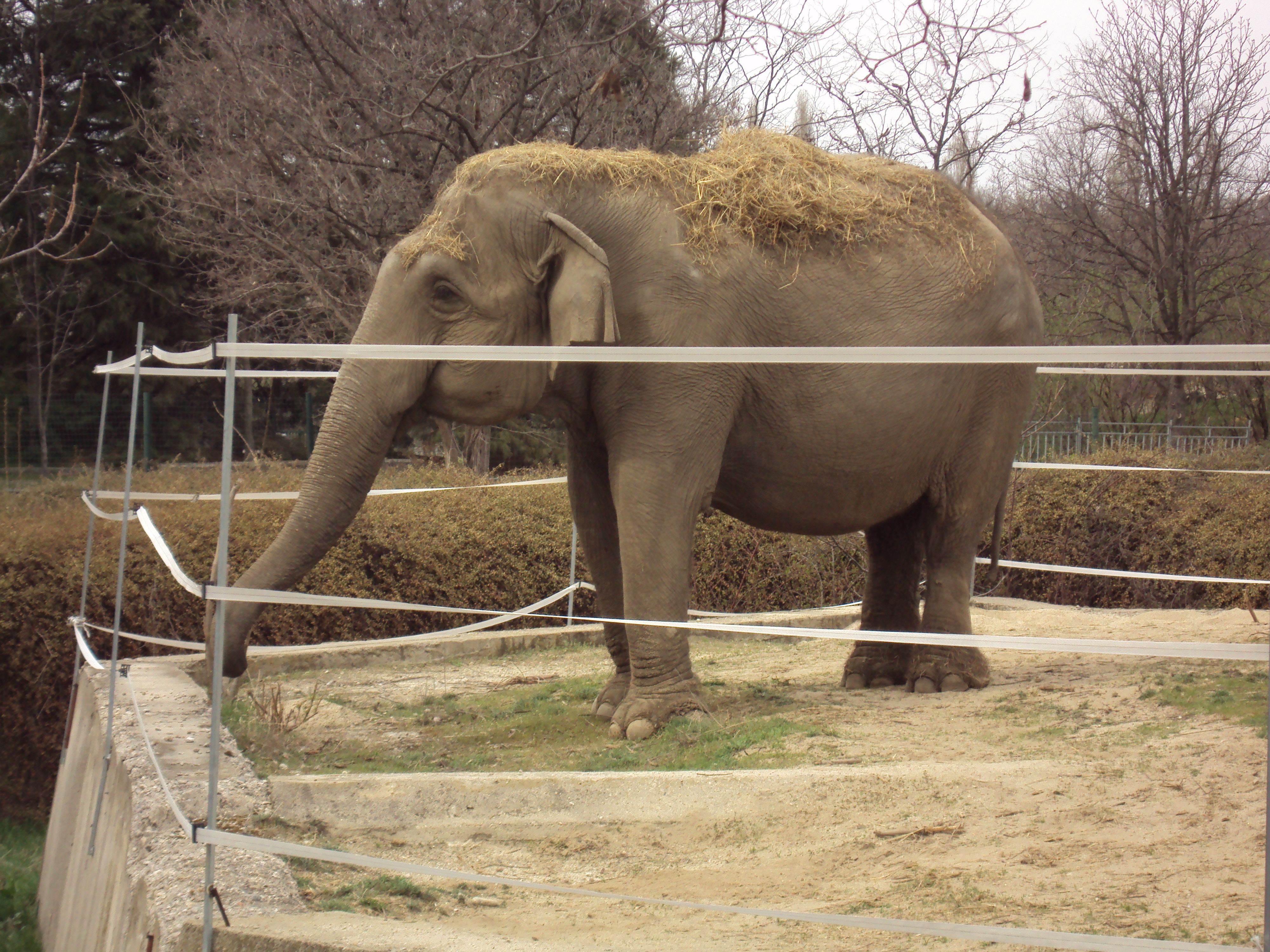
Asiatischer Elefant
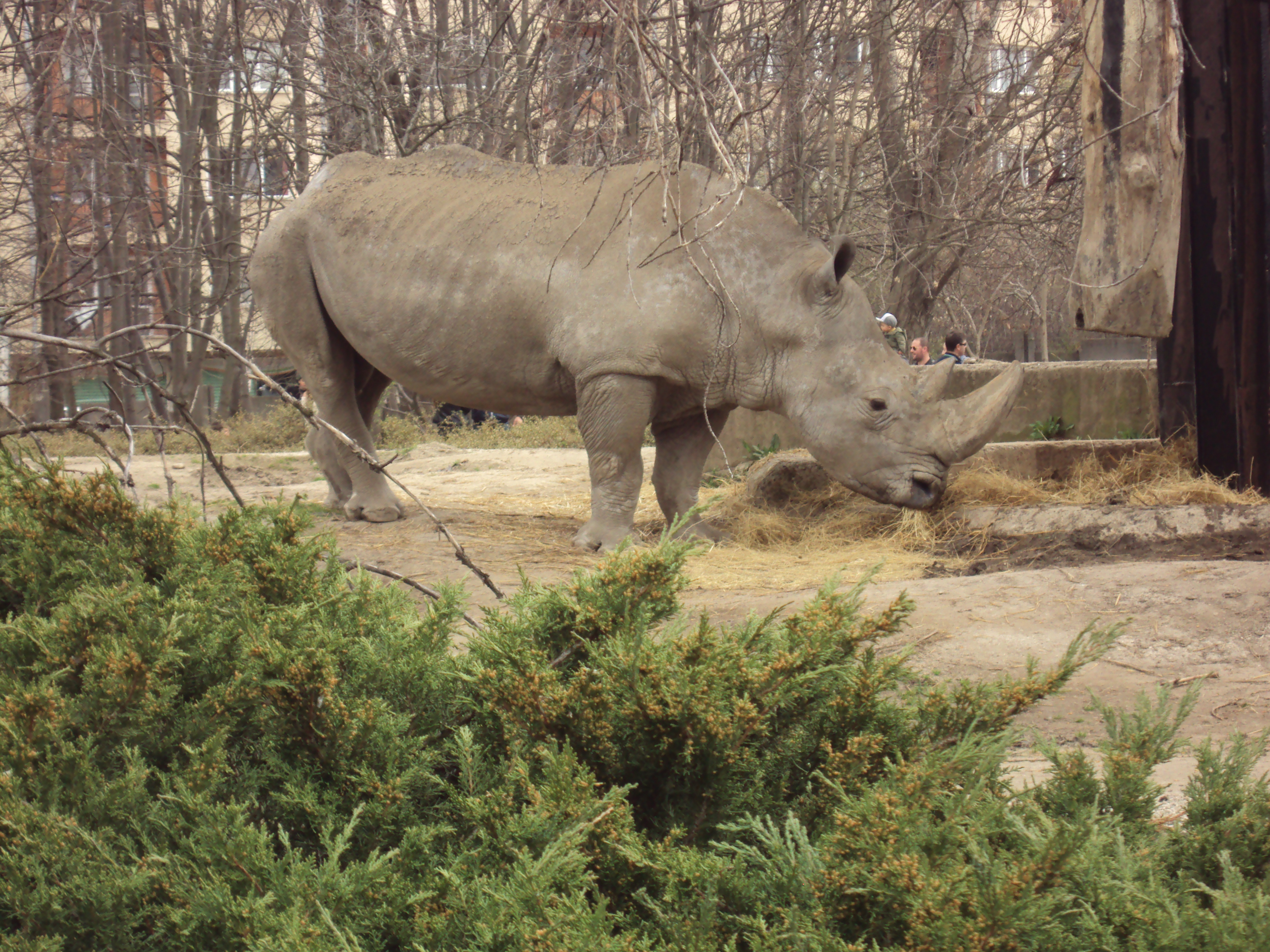
Breitmaulnashorn
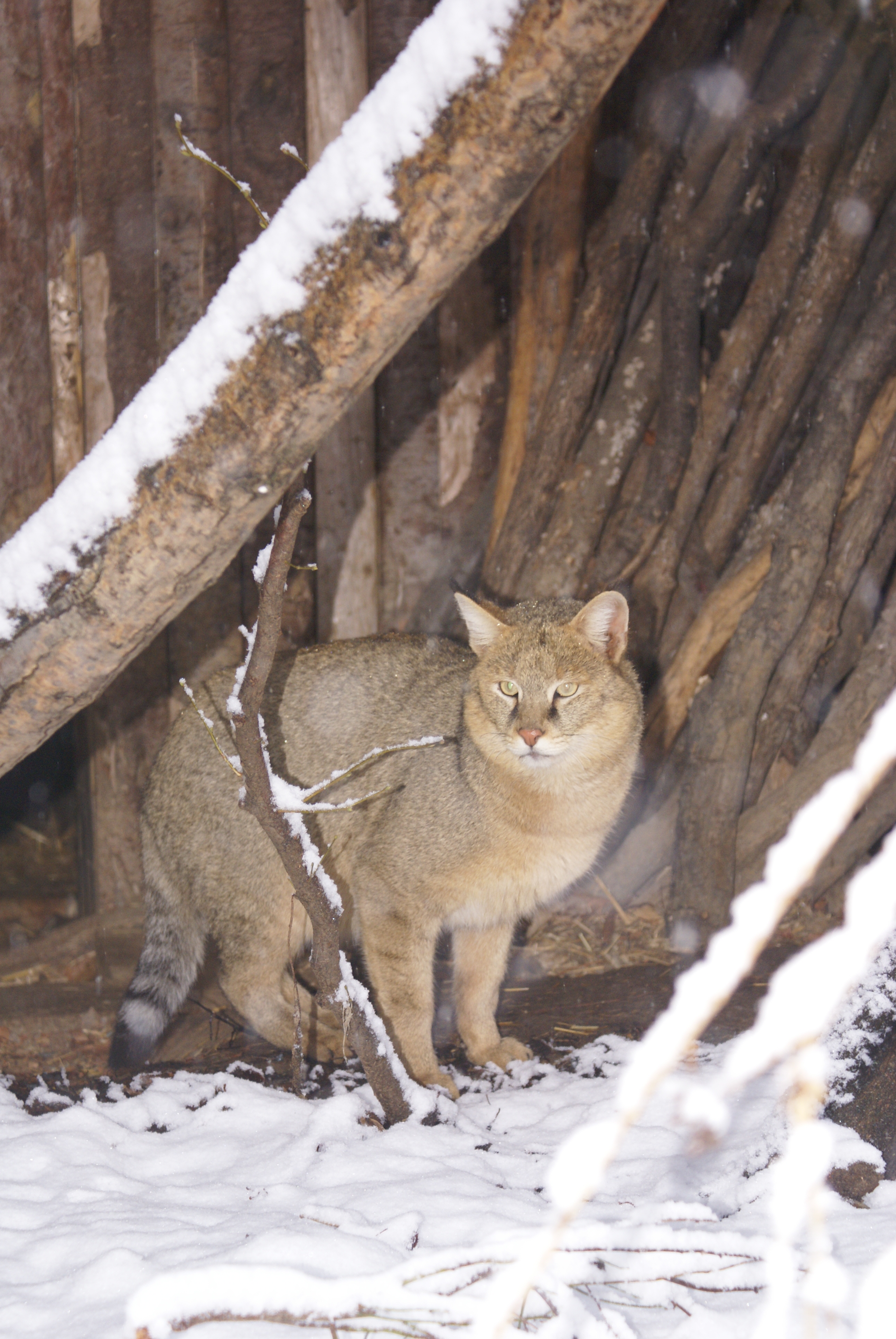
Rohrkatze
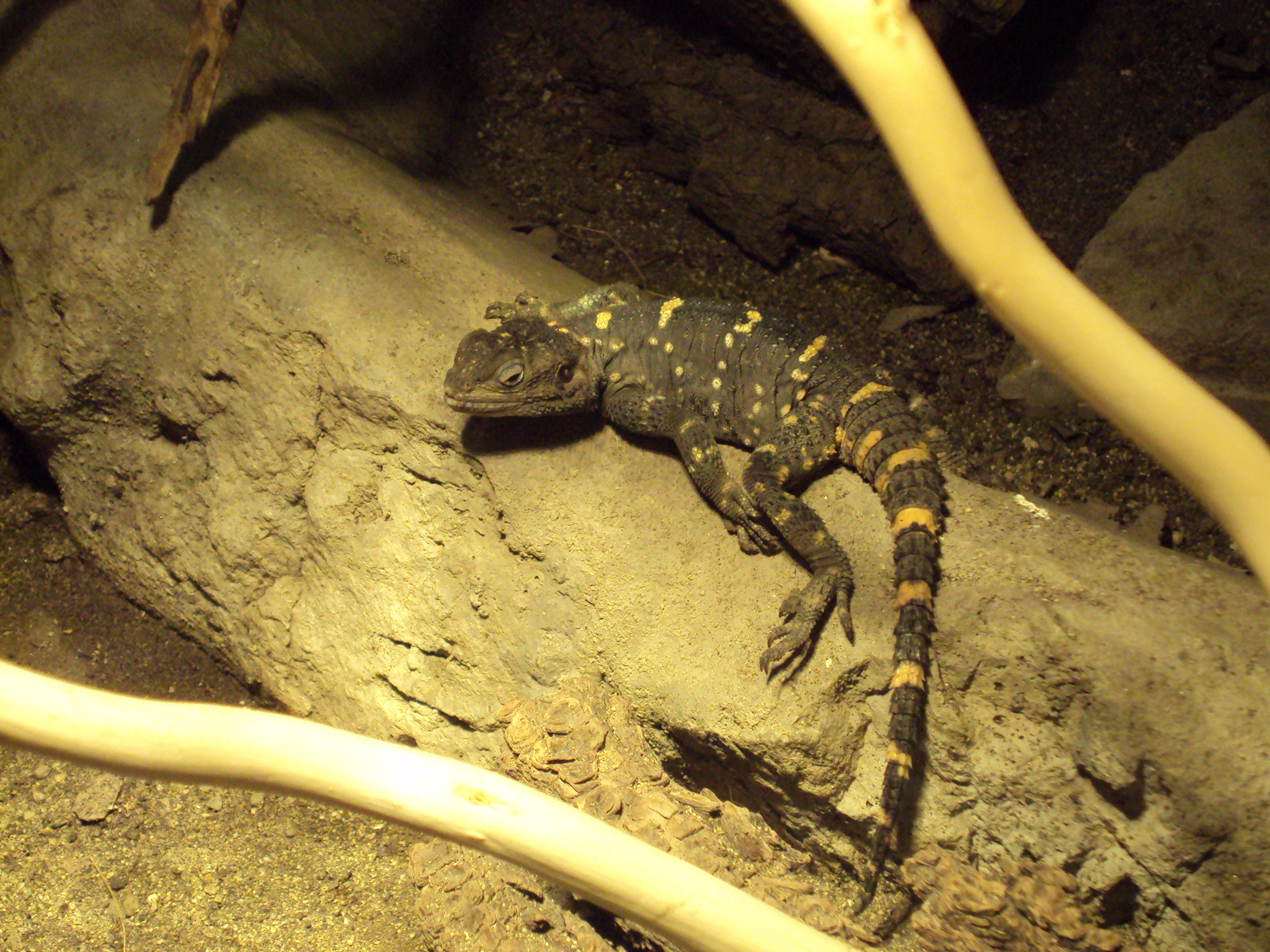
Schwarzer Hardun
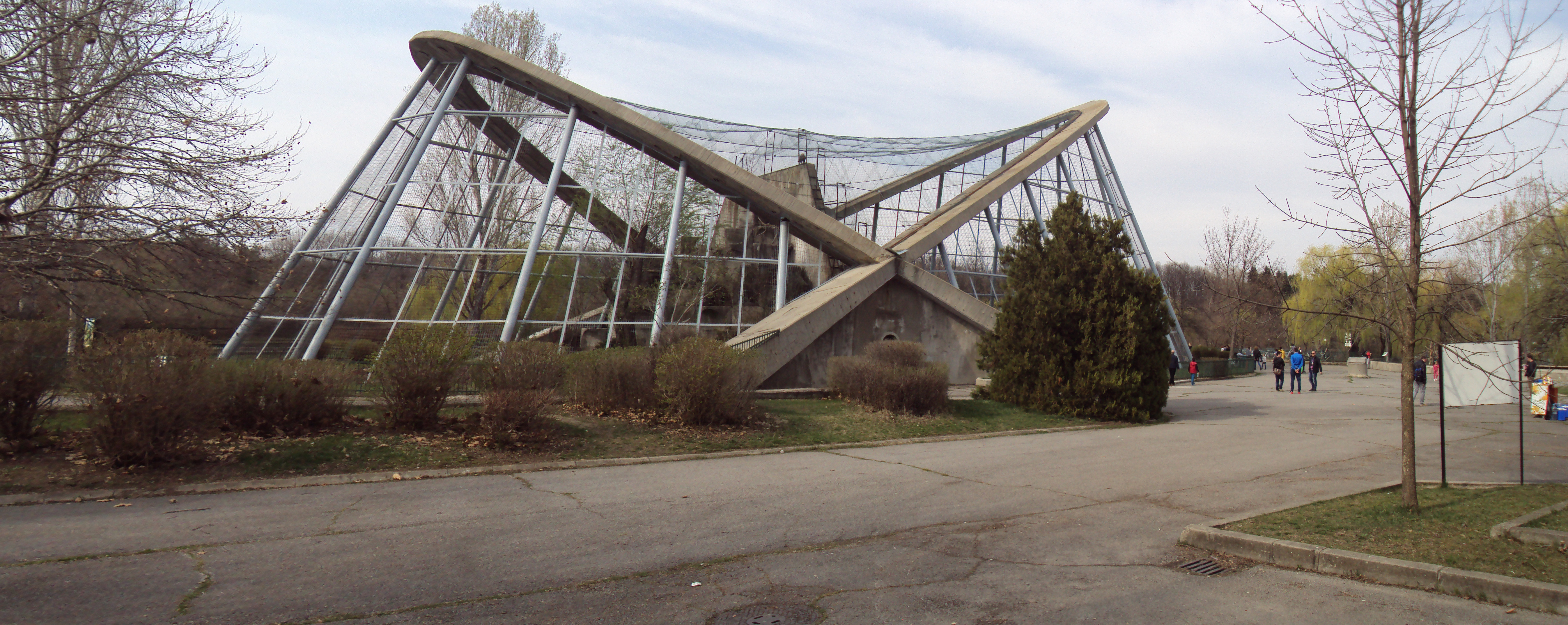
Heutige Greifvogelvoliere
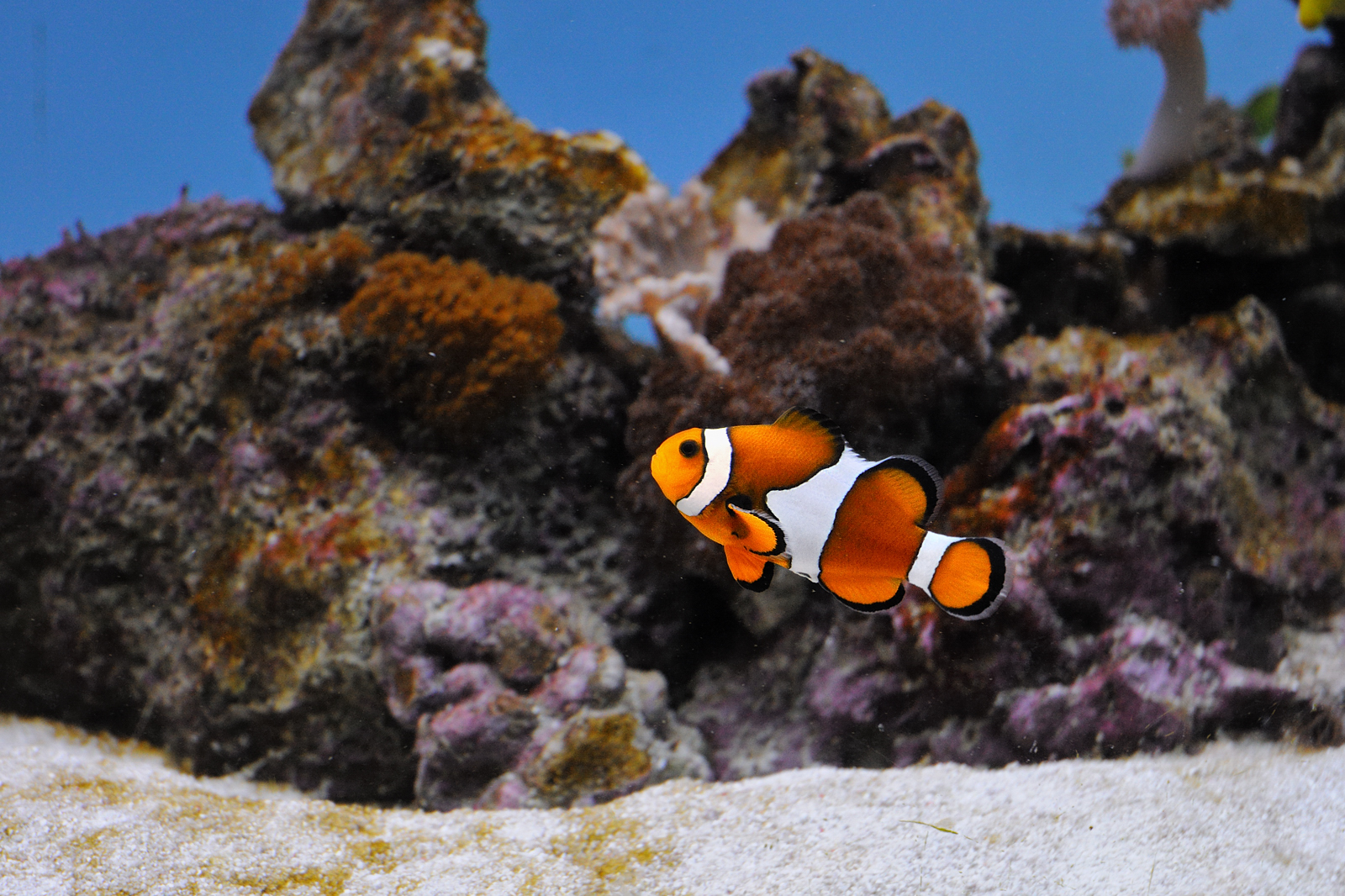
Clownfisch im Aquarium